# Homalopterula
Genre
Homalopterula est un genre de poissons téléostéens de la famille des Balitoridae et de l'ordre des Cypriniformes. Ce genre de « loches de rivière » est originaire de Sumatra en Indonésie.

## Liste des espèces
Selon FishBase (12 juillet 2015):
- Genre non encore reconnu par FishBase et renvoyer en tant que synonyme à l'espèce Homaloptera ripleyi (Fowler, 1940)

### Note
Randall, Z.S. & Page, L.M. (2015):
- Homalopterula amphisquamata M. C. W. Weber & de Beaufort, 1916
- Homalopterula gymnogaster Bleeker, 1853
- Homalopterula heterolepis M. C. W. Weber & de Beaufort, 1916
- Homalopterula modiglianii Perugia, 1893
- Homalopterula ripleyi Fowler, 1940
- Homalopterula vanderbilti Fowler, 1940